# Johan Coninx
Pour les articles homonymes, voir Coninx (homonymie).
Johan Coninx, né le 15 août 1952, est un ancien joueur de football belge. Droitier, il évolue en comme médian offensif, principalement avec Beveren et s'avère être un excellent tireur de coups francs.
Il a la particularité d'avoir remporté la Coupe de Belgique deux saisons de suite, avec deux clubs différents, et d'avoir inscrit à chaque fois le but d'ouverture de la finale.

## Biographie
Formé à Bree puis au Sporting d'Anderlecht Johan Coninx débute en « Première » à Beveren en 1971 lors d'un déplacement au Standard. Hélas, la saison '71-72 est catastrophique pour le club waeslandien qui termine à la dernière place et bascule en D2. Coninx fait partie du noyau qui remporte directement le titre dans l'antichambre de l'élite. Auteur de 10 buts en 27 apparitions, il joue un rôle important dans le retour du matricule 2300 dans la plus haute division.
Le "ess-ka-béé" s'installe en D1 belge et s'approche régulièrement du "subtop". En 1978, le club remporte la Coupe de Belgique en battant Charleroi en finale (2-0). C'est Johan Coninx qui place les "Jaunes et Bleus" sur la voie du succès en ouvrant le score.
La saison suivante, Coninx signe au Beerschot. En championnat, ce n'est pas la réussite car les Kielratten ne se classent que 12e alors que le titre national revient à...Beveren. Toutefois, le matricule 13 réussit sa saison en remportant la Coupe de Belgique et en décrochant donc un ticket européen. L'unique but de la finale contre Bruges est l'œuvre de Coninx qui surgit au deuxième poteau, pour ponctuer un effort de l'International haïtien Emmanuel Sanon.
En Coupe des Vainqueurs de coupe '79-80, le Beerschot déçoit car il est immédiatement sorti par le club yougoslave de Rijeka, que Beveren avait éliminé la saison précédente.
Modeste 14e en  1980, le Beerschot touche le fond en  1981 quand il est sanctionné "pour falsification ou tentative de falsification de compétition" et renvoyé en D2.
Johan Coninx n'accompagne pas les "Mauves", car il signe au Malinwa...qui termine dernier et descend en D2 à l'issue de l'excercie 81-82. Le médian offensif n'a fait que quatre apparitions en championnat.
Coninx joue encore une dernière pige au K. FC Herentals qui, à cette époque, milite en milieu de classement de la Division 3.

## Palmarès et Faits marquants
- Vainqueur de la Coupe de Belgique en 1978 avec le SK Beveren-Waes et en 1979 avec le K. Beerschot VAV.
- Champion de Division 2 belge en 1973 avec le SK Beveren-Waes.